# المجمع المغلق 1676
المجمع المغلق 1676 هو المجمع الموكول بانتخاب بابا الكنيسة الكاثوليكية الجديد بعد استقالة البابا. انعقد مجمع الكرادلة لانتخاب البابا الجديد بدءًا من
2 أغسطس 1676 وانتهى في 21 سبتمبر 1676. انتُخبَ إينوسنت الحادي عشر ليكون البابا الجديد للكنيسة.
عُقدَ المجمع في إيطاليا .